# Aladdin's Other Lamp
|  | For andre betydninger, se Aladdin (flertydig) |
Aladdin's Other Lamp er en amerikansk stumfilm fra 1917 instrueret af John H. Collins.

## Handling
Den lille pige "Patsy" Smith er blevet bortført af sin far efter at forældrene er gået fra hinanden. På vej væk med Patsy på et skib dør faderen, og kaptajn Barnaby bringer Patsy til Mrs. Duds sømandspensionat "The Fishermen's Rest", hvor hun vokser op. Da kaptajn Barnaby trækker sig tilbage fra livet på søen, kan han ikke længere betale for Patsy logi, så hun må arbejde for fru Duff. Patsy er gode venner med Harry Hardy, købmandens dreng, der læser jura og er sikkert på en dag at indtage Det Hvide Hus, og at lille Patsy vil være sammen med ham som førstedame. 
Kaptajn Barnaby fortæller Patsy historien om Aladdin og hans vidunderlige lampe og får overbevist hende om, at lampen er i landsbyen. Patsys eneste tanke er at finde den og ønske sig sin mor. En gammel kuffert tilhørende Patsy er blevet solgt af Mrs. Duff til en skrammelhandler for at betale for lægebesøg, da pigen var syg. Bagagerummet indeholdt nogle relikvier, som fru Duff ikke indså værdien af. Blandt dem var en orientalsk lampe. I sine vandringer rundt i landsbyen finder Patsy denne lampe, som skrammelhandleren fortæller hende engang tilhørte Aladdin. Hun bruger alle sine sparepenge på at købe lampen tilbage. Hun tager den med hjem, og gnider den og ønsker. Lampens ånd. Jehaunarar. dukker op. Patsy kan ikke udtale hans navn, så hun kalder ham "Jennie". Han forvandler rummet til et sted af skønhed, giver kaptajn Barnaby et godt ben i stedet for det gamle træben og forvandler fru Duff til en kludedukke. Men han kan ikke give Patsy sin mor, fordi kærlighed, den største ting i verden, er uden for hans magiske kraft. Patsy ønsker at konsultere Harry Hardy om det, og de følger ham til et maskeradebal. De har alle tre smukke kostumer, Geniens gave, men det er Anden, der vinder prisen for det bedste kostume. Alle klapper, og Patsy klapper fire gange, signalet som får ånden til at forsvinde for altid. Patsy løber ud i haven for at græde, og en smuk dame kommer for at trøste hende, hendes mor. Patsy rækker armene ud og vågner. Hun tager den "vidunderlige lampe" og smider den ud af vinduet. Den rammer næsten Harry Hardy, der går forbi. Nogle papirer og nipsting falder ud, og mens han samler dem op, løber Patsy ned for at slutte sig til ham. Sammen læser de bogstaverne i den gamle lampe og finder hendes mors adresse. De sender et telegram. Patsys mor ankommer sammen med sin bror, dommer Lawrence, med det næste tog. De tager pigen med til det hjem, der med rette er hendes, og Harry går også for at studere med dommeren og blive advokat. Han ser sin vision om Det Hvide Hus, med Patsy ved sin side, som landets førstedame, blive en mulighed. Lykken er endelig blevet skabt af lampen ...

## Medvirkende
- Viola Dana som Patricia Smith.
- Robert Walker som Harry Hardy.
- Augustus Phillips.
- Henry Hallam som Barnaby.
- Ricca Allen som Mrs. Duff.